# Zeta Horologii
Zeta Horologii (ζ Hor) es un sistema estelar en la constelación de Horologium —el reloj— de magnitud aparente +5,21.
Es el sexto sistema más brillante de la misma, después de α Horologii, R Horologii —en brillo máximo—, δ Horologii, β Horologii y μ Horologii.
Se encuentra a 160 años luz del sistema solar.
Las componentes que forman el sistema pueden ser dos estrellas de la secuencia principal de tipo espectral F2V y F5V respectivamente, aunque también han sido clasificadas como subgigantes de tipo F4IV.
La temperatura efectiva de las componentes está en el rango 6550 - 7000 K, mientras que la medida de la velocidad de rotación proyectada da un valor de 8,0 km/s.
Las masas respectivas son de 1,43 y 1,26 masas solares y la edad estimada para esta binaria es de 1400 millones de años.
El sistema se halla rodeado por un disco circunestelar de polvo, detectado por el exceso en el infrarrojo a 24 μm aunque no a 70 μm.
La temperatura del polvo es superior a 260 K y la distancia mínima del disco respecto a la estrella es de 4,8 UA.
El período orbital de esta binaria es de 12,927 días y la órbita es moderadamente excéntrica (ε = 0,25).
Ambas componentes están separadas entre sí 0,12 UA.